# Microgaster hungarica
Microgaster hungarica är en stekelart som beskrevs av Szepligeti 1896. Microgaster hungarica ingår i släktet Microgaster och familjen bracksteklar. Inga underarter finns listade i Catalogue of Life.